# Classe Bagley
Pour les articles homonymes, voir Bagley.
La classe Bagley est une classe de destroyers américains qui participent à la Seconde Guerre mondiale. Tous étaient présents au moment de l'attaque de Pearl Harbor (4e escadron de destroyers) et tous ont servi dans le Pacifique.

## Historique
Le Jarvis, Blue et le Henley seront perdus lors de la guerre et le Mugford sera gravement endommagé après une attaque kamikaze qui le mettra hors de combat pendant 6 mois. Les quatre destroyers restants servent dans le Destroyer Squadron Six et le Ralph Talbot sera frappé en 1945 par un kamikaze au large d'Okinawa. Le Bagley accepte la reddition des forces japonaises sur l'île Minamitori.
Le Bagley, le Helm et le Patterson sont retirés du service en 1945 et vendus pour la ferraille en 1947. Le Mugford et le Ralph Talbot ont servi de navires cibles lors de l'opération Crossroads en 1946. Contaminés par les radiations, ils ont été sabordés au large de Kwajalein en 1948.

## Navires de la classe
| Nom          | Numéro | Chantier              | Mis en service– Retiré du service | Sort                                                                       | Lien |
| ------------ | ------ | --------------------- | --------------------------------- | -------------------------------------------------------------------------- | ---- |
| Bagley       | DD-386 | Norfolk Navy Yard     | 1937-1946                         | Vendu à la ferraille le 8 septembre 1947                                   |      |
| Blue         | DD-387 | Norfolk Navy Yard     | 1937-1942                         | Coulé par les forces japonaises le 22 août 1942                            |      |
| Helm         | DD-388 | Norfolk Navy Yard     | 1937-1946                         | Vendu à la ferraille le 2 octobre 1947                                     |      |
| Mugford      | DD-389 | Boston Navy Yard      | 1937-1946                         | Navire-cible utilisé lors de l'opération Crossroads, coulé le 22 mars 1948 |      |
| Ralph Talbot | DD-390 | Boston Navy Yard      | 1937-1946                         | Navire-cible utilisé lors de l'opération Crossroads, coulé le 8 mars 1948  |      |
| Henley       | DD-391 | Mare Island Navy Yard | 1937-1943                         | Coulé par les forces japonaises le 3 octobre 1943                          |      |
| Patterson    | DD-392 | Puget Sound Navy Yard | 1937-1945                         | Vendu à la ferraille le 18 août 1947                                       |      |
| Jarvis       | DD-393 | Puget Sound Navy Yard | 1937-1942                         | Coulé par les forces japonaises le 9 août 1942                             |      |